# ماغنوس نيلسون (منافس ألعاب قوى)
ماغنوس نيلسون (بالسويدية: Manne Nilsson)‏ هو منافس ألعاب قوى سويدي، ولد في 2 يونيو 1888، وتوفي في 28 نوفمبر 1958.

## وصلات خارجية
- ماغنوس نيلسون على موقع أوليمبيديا (الإنجليزية)
- ماغنوس نيلسون على موقع اللجنة الأولمبية السويدية (السويدية)